# The Jungle (The Twilight Zone)
"The Jungle" is een aflevering van de Amerikaanse televisieserie The Twilight Zone. De aflevering werd geschreven door Charles Beaumont.

## Plot

### Opening
The carcass of a goat, a dead finger, a few bits of broken glass and stone, and Mr. Alan Richards, a modern man of a modern age, hating with all his heart something in which he cannot believe and preparing, although he doesn't know it, to take the longest walk of his life, right down to the center of the Twilight Zone. 
— Rod Serling

### Verhaal
Alan Richards en zijn vrouw Doris zijn net teruggekeerd uit Afrika, waar Alans bedrijf een dam aan het bouwen is. Alan ontdekt dat zijn vrouw in het geheim enkele voorwerpen heeft meegenomen die een Afrikaanse sjamaan aan haar had gegeven ter bescherming. Ze beweert echter dat ze de voorwerpen puur als souvenirs ziet. Alan besluit dit uit te testen door er een paar te verbranden. Wanneer Doris ziet dat Alan haar souvenirs verbrandt, knapt er iets bij haar en ze begint hem te smeken af te zien van de constructie van de dam. Hij negeert haar en vertrekt naar zijn kantoor. Hij ziet niet dat er net buiten zijn deur het karkas van een geit ligt.
Alan houdt op het kantoor een vergadering over de dam. Hoewel volgens hem de lokale bevolking uiteindelijk ook voordeel van de dam zal hebben, zijn ze niet blij met het feit dat ze voor de aanleg van de dam moeten verhuizen. Hij vertelt zijn collega’s dat een medicijnman heeft gedreigd zwarte magie te gebruiken tegen een ieder die bij de bouw van de dam betrokken is. De andere raadsleden beweren hier niet in te geloven, maar Alan wijst hen erop dat sommige van hen bijgelovig zijn.
Later die dag zit Alan wat te drinken in een bar met een vriend. Hij toont hem een amulet gemaakt van een leeuwentand, die zijn vrouw aan hem heeft gegeven. De tand zou hem blijkbaar beschermen tegen een aanval van een leeuw. Beide mannen lachen om het idee van een leeuwenaanval in een stad. Wanneer Alan naar huis gaat, wil zijn auto niet starten. Hij gaat terug naar de bar, maar die is al gesloten. Ook blijkt hij zijn leeuwentand binnen te hebben laten liggen. Hij probeert de telefooncel naast de bar te gebruiken, maar die weigert ook dienst. Wanneer Alan weg wil lopen, rinkelt de telefoon opeens. Alan neemt op, maar hoort aan de andere kant van de lijn enkel junglegeluiden.
Daar hij geen keus heeft, gaat Alan maar te voet naar huis. Onderweg hoort hij overal om zich heen junglegeluiden. Hij wordt hoe langer hoe zenuwachtiger. Hij vraagt een dakloze man of die ook de geluiden hoort, maar blijkbaar is Alan de enige die ze kan horen.
Na een lange wandeling bereikt Alan zijn appartement. In de slaapkamer vindt hij echter het dode lichaam van zijn vrouw, samen met een leeuw. De leeuw valt Alan aan, waarna de aflevering eindigt.

### Slot
Some superstitions, kept alive by the long night of ignorance, have their own special power. You'll hear of it through a jungle grapevine in a remote corner of the Twilight Zone. 
— Rod Serling

## Rolverdeling
- John Dehner: Alan Richards
- Emily McLaughlin: Doris Richards
- Walter Brooke: Chad Cooper
- Jay Adler: dakloze
- Hugh Sanders: Mr. Templeton
- Howard Wright: Mr. Hardy
- Donald Foster: Mr. Sinclair

## Trivia
- Deze aflevering staat op volume 19 van de dvd-reeks.
- Charles Beaumont baseerde deze aflevering op een eerder geschreven verhaal van zichzelf.
- Een scène waarin Alan een taxi belt, maar de taxichauffeur plotseling overlijdt voor een rood stoplicht, is weggelaten uit de tv-versie van de aflevering.